# Festival Internacional de Cine de Cannes de 1999
El 52° Festival de Cannes se desarrolló entre el 12 y el 23 de mayo de 1999. La Palma de Oro fue para la película franco-belga Rosetta, de los hermanos Dardenne.
El festival se abrió con The Barber of Siberia, dirigida por Nikita Mikhalkov y se cerró con An Ideal Husband, dirigida por Oliver Parker. Kristin Scott Thomas ejerció como maestra de ceremonias.

## Jurado

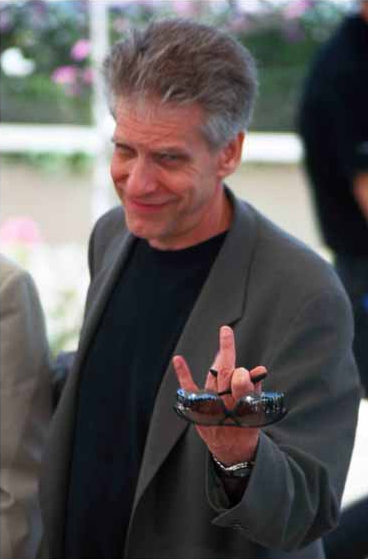
David Cronenberg, presidente del jurado

Las siguientes personas fueron nombradas para formar parte del jurado de la competición principal en la edición de 1999:
- David Cronenberg, (Canadá). Presidente del jurado.
- André Téchiné (Francia)
- Barbara Hendricks (Suecia)
- Dominique Blanc (Francia)
- Doris Dörrie (Alemania)
- George Miller (Australia)
- Holly Hunter (Estados Unidos)
- Jeff Goldblum (Estados Unidos)
- Maurizio Nichetti (Italia)
- Yasmina Reza (Francia)

### Un Certain Regard

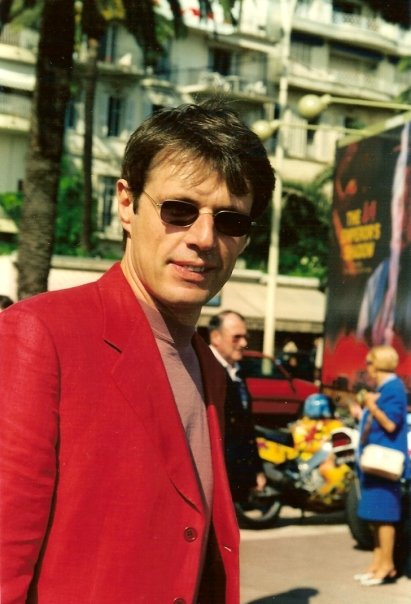
Lambert Wilson, presidente del jurado de Un Certain Regard

Las siguientes personas fueron nombradas para formar parte del jurado de Un Certain Regard:
- Lambert Wilson (actor) Presidente
- Irène Bignardi (crítico)
- Annie Copperman (crítico)
- Thierry Gandillot (crítico)
- Jonathan Romney (crítico)
- Laurent Tirard (director)

### Caméra d'Or
Las siguientes personas fueron nombradas para formar parte del jurado de la Cámara de Oro de 1999:
- Michel Piccoli (actor) Presidente
- Peter Von Bagh (historiador de cine, director)
- Jean-Pierre Beauviala
- Cherifa Chabane (crítico)
- Caroline Champetier (cinematógrafo)
- Paola Malanga (crítico)
- José María Riba (crítico)
- Marie Vermillard (director)

### Cinéfondation y cortometrajes
Las siguientes personas fueron nombradas para formar parte del jurado de la secció Cinéfondation y de la competición de cortometrajes:
- Thomas Vinterberg (director) Presidente
- Cédric Klapisch (director)
- Virginie Ledoyen (actriz)
- Walter Salles (director)
- Greta Scacchi (actriz)

## Selección oficial

### En competición – películas
Las siguientes películas compitieron por la Palma d'Or:
- 8½ Mujeres de Peter Greenaway
- Cradle Will Rock de Tim Robbins
- El coronel no tiene quien le escriba de Arturo Ripstein
- El viaje de Felicia de Atom Egoyan
- Ghessé hayé kish de Abolfazl Jalili, Mohsen Makhmalbaf, Nasser Taghvai
- Ghost Dog: The Way of the Samurai de Jim Jarmusch.
- El emperador y el asesino de Chen Kaige.
- Kadosh de Amos Gitai.
- El verano de Kikujiro de Takeshi Kitano.
- L'humanité de Bruno Dumont.
- La balia de Marco Bellocchio.
- La lettre de Manoel de Oliveira.
- Le temps retrouvé, d'après l'oeuvre de Marcel Proust de Raúl Ruiz.
- Limbo de John Sayles.
- Moloch de Alexander Sokurov.
- Nos vies heureuses de Jacques Maillot.
- Pola X de Leos Carax.
- Rosetta de los hermanos Dardenne.
- The Straight Story de David Lynch.
- Tin seung yan gaan de Nelson Yu Lik-wai.
- Todo sobre mi madre de Pedro Almodóvar.
- Wonderland de Michael Winterbottom.

## Un certain regard
Las siguientes películas fueron seleccionadas para competir en Un Certain Regard:
- Vanaprastham de Shaji N. Karun
- As Bodas de Deus de João César Monteiro
- Away with Words de Christopher Doyle
- Beautiful People de Jasmin Dizdar
- Beresina oder Die letzten Tage der Schweiz de Daniel Schmid
- Kaizokuban Bootleg Film de Kobayashi Masahiro
- L'autre de Youssef Chahine
- Garage Olimpo de Marco Bechis
- Harem Suare de Ferzan Özpetek
- If I Give You my Humbleness, Don't Take Away my Pride de Karin Westerlund
- Judy Berlin de Eric Mendelsohn
- La genèse de Cheick Oumar Sissoko
- Les passagers de Jean-Claude Guiguet
- Marana Simhasanam de Murali Nair
- Nadia et les hippopotames de Dominique Cabrera
- Peau neuve de Émilie Deleuze
- Ratcatcher de Lynne Ramsay
- Sicilia! de Jean-Marie Straub, Danièle Huillet
- So Close to Paradise de Wang Xiaoshuai
- Zheng hun qi shi de Chen Kuo-Fu
- The Shade de Raphael Nadjari
- The Winslow Boy de David Mamet
- Tian ma cha fang de Lin Chen-Sheng

## Películas fuera de competición
Las siguientes películas fueron seleccionadas para exhibirse fuera de competición:
- Adieu, plancher des vaches! de Otar Iosseliani
- An Ideal Husband de Oliver Parker
- Dogma de Kevin Smith
- EDtv de Ron Howard
- Entrapment de Jon Amiel
- Mi enemigo íntimo de Werner Herzog
- El barbero de Siberia de Nikita Mikhalkov
- The Limey de Steven Soderbergh

## Cinéfondation
Las siguientes películas fueron seleccionadas para exhibirse en la competición Cinéfondation:
- Baballoon (Babalon) de Michal Zabka
- Cambi e Scambi de Donata Pizzato
- The Clock de Noah Laracy
- Dimanche de Fabrice Aragno
- The Execution de Lee In-Kyun
- Fish 073 (Ryba 073) de Vaclav Svankmajer
- Germania de Kris Krikellis
- Im Hukim (With Rules) de Dover Kosashvili
- Inter-View de Jessica Hausner
- Ked Nie, Tak Nie de Vladimir Kral
- Layover de Shen Ko-Shang
- Der Linkshander de Iouri Kouzine
- Little Big Dog (En God Dag At Go) de Bo Hagen Clausen
- Milk de Mairi Cameron
- La Puce de Emmanuelle Bercot
- Runt de Jesse Lawrence
- Second Hand de Emily Young
- Waxandwane de Axel Koenzen
- Wojtek de David Turner
- Yumeji Ningyo (Doll of Dreams) de Yamazaki Tatsuji

### Cortometrajes en competición
Los siguientes cortos compitieron para Palma de Oro al mejor cortometraje:
- The Cookie Thief by Hugo Currie, Toby Leslie
- Devil Doll by Jarl Olsen
- An Eternity by Daehyun Kim
- Food for Thought by John Paton, Matthew Ross
- Husk by Jerry Handler
- Le Pique-Nique by Il-Gon Song
- Rien Dire by Vincent Pérez (France)
- Roulette by Roberto Santiago
- Simultaneity by Seong Sook Kim
- Stop by Rodolphe Marconi
- When the Day Breaks by Amanda Forbis, Wendy Tilby

## Secciones paralelas

### Semana Internacional de la Crítica
Las siguientes películas fueron seleccionadas para ser proyectadas para la 38.ª Semana de la Crítica (38e Semaine de la Critique):
Películas en competición
- 7/25 Nana-ni-go de Wataru Hayakawa (Japón)
- Flores de otro mundo de Icíar Bollaín (España)
- Hold Back the Night de Phil Davis (Gran Bretaña)
- On Board (Gemide) de Serdar Akar (Turquía)
- Siam Sunset de John Polson (Australia)
- Strange Fits of Passion de Elise McCredie (Australia)
- The White Suit (Belo odelo) de Lazar Ristovski (Yugoslavia)

Cortometrajes en competición
- The Circle (Dayereh) de Mohammad Shirvani (Irán)
- Dérapages de Pascal Adant (Bélgica)
- Fuzzy Logic de Tom Krueger (EE. UU.)
- The Good Son de Sean McGuire (Gran Bretaña)
- La Leçon du jour de Irène Sohm (Francia)
- More de Mark Osborne (EE. UU.)
- Shoes Off! de Mark Sawers (Canadá)

### Quincena de Realizadores
Las siguientes películas fueron exhibidas en la Quincena de Realizadores de 1999 (Quinzaine des Réalizateurs):
- A mort la mort ! de Romain Goupil
- Agnes Browne de Anjelica Huston
- The Blair Witch Project de Daniel Myrick, Eduardo Sánchez
- Le Bleu des villes de Stéphane Brizé
- Charisma de Kiyoshi Kurosawa
- Un château en Espagne de Delphine Gleize
- Les Convoyeurs attendent de Benoît Mariage
- The Cup (Phörpa) de Khyentse Norbu
- Darkness and Light (Hei An Zhi Guang) de Chang Tso-Chi
- Oriente es Oriente de Damien O'Donnell
- El entusiasmo de Ricardo Larraín
- Fever de Alex Winter
- The Five Senses de Jeremy Podeswa
- Haut les cœurs! de Sólveig Anspach
- Kiemas de Valdas Navasaitis
- The Last September de Deborah Warner
- M/Other de Nobuhiro Suwa
- Qui plume la lune ? de Christine Carrière
- Scenery de Zhao Jisong
- Sud de Chantal Akerman
- Verano de Sam: Nadie Está a Salvo de Spike Lee
- Las vírgenes suicidas de Sofia Coppola
- The War Zone de Tim Roth
- Voyages de Emmanuel Finkiel
- Wege in die Nacht de Andreas Kleinert

Cortometrajes
- Le Franc de Djibril Diop Mambety (45 min.)
- Marée haute de Caroline Champetier (17 min.)
- Un petit air de fête de Eric Guirado (35 min.)
- La Petite Vendeuse de Soleil de Djibril Diop Mambety (45 min.)
- Le Premier pas de Florence Vignon (23 min.)
- La Tentation de l'innocence de Fabienne Godet (43 min.)
- O Trouble de Sylvia Calle (10 min.)

## Palmarés

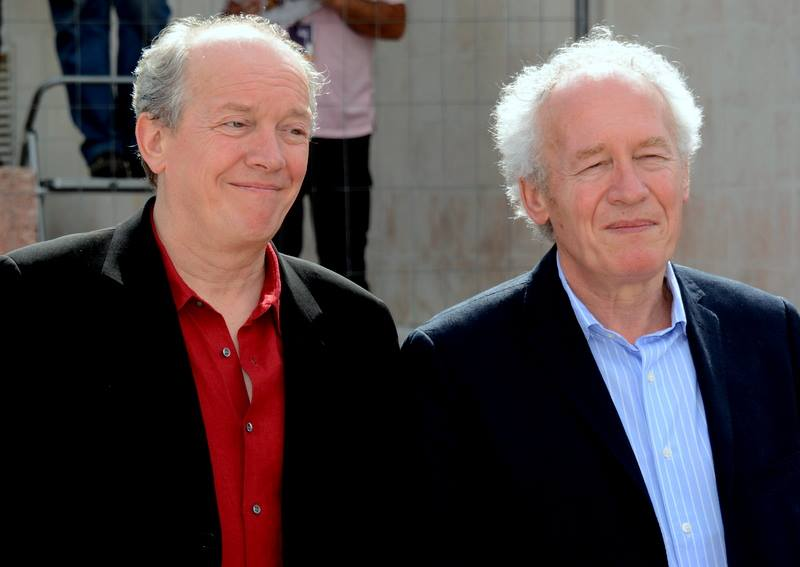
Luc Dardenne (izquierda) and Jean-Pierre Dardenne, ganadores de la Palma de Oro

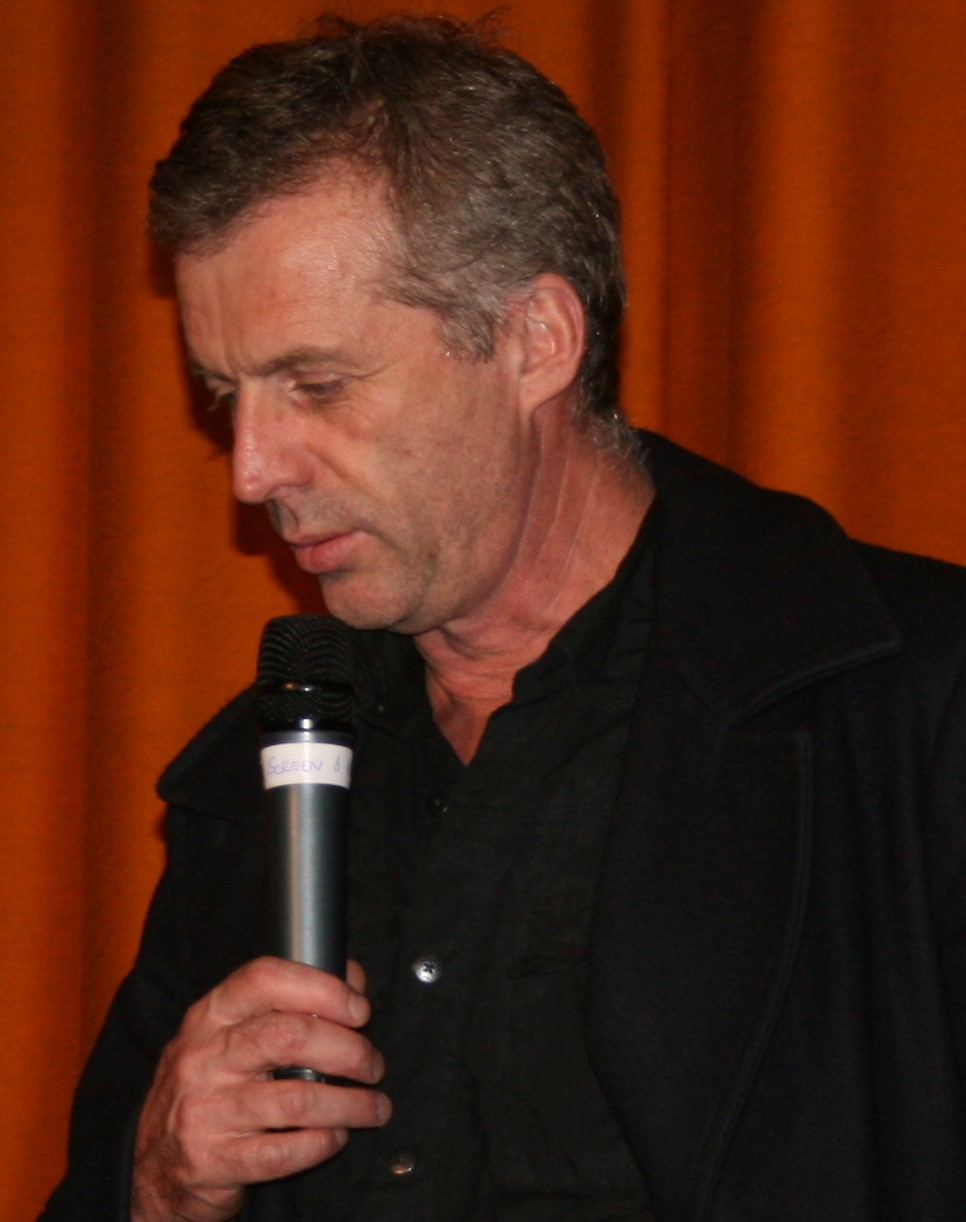
Bruno Dumont, ganador del Gran Premio del Jurado

Los galardonados en les secciones oficiales de 1999 fueron:
- Palma de Oro: Rosetta de los hermanos Dardenne
- Gran Premio del Jurado: L'humanité de Bruno Dumont
- Premio del Jurado: La lettre de Manoel de Oliveira
- Mejor Actor: Emmanuel Schotté por L'humanité
- Mejor Actriz: 
  - Séverine Caneele por L'humanité
  - Émilie Dequenne por Rosetta
- Mejor Director: Pedro Almodóvar por Todo sobre mi madre
- Premio Un Certain Regard: Beautiful People de Jasmin Dizdar
- Mejor guion: Molokh de Alexander Sokurov
- Caméra d'Or: Marana Simhasanam de Murali Nair
- Premio Cinéfondation:
  - Second Hand de Emily Young
  - Im Hukim de Dover Koshashvili
  - La puce de Emmanuelle Bercot
- Premio Cinefondation - Mención especial: Inter-View de Jessica Hausner
- Palma de Oro al Mejor Cortometraje: When the Day Breaks de Wendy Tilby, Amanda Forbis
- Premio del Jurado: Stop de Rodolphe Marconi & Le Pique-Nique de Il-Gon Song

### Premios independientes
- Premio FIPRESCI:[11]
  - Peau neuve de Émilie Deleuze (Competition)
  - M/Other de Nobuhiro Suwa (Quincena dels Directores)

Commission Supérieure Technique
- Gran Premio Técnico: Tin seung yan gaan de Juhua Tu[12]

Jurado Ecuménico
- Premio del Jurado Ecuménico: Todo sobre mi madre de Pedro Almodóvar
- Premio del Jurado Ecuménico - Mención especial: Rosetta de los hermanos Dardenne
- Premio de la Juventud:[14]
  - Película extranjera: The Blair Witch Project de Daniel Myrick, Eduardo Sánchez
  - Película francesa: Voyages de Emmanuel Finkiel

Premios en el marco de la Semana Internacional de la Crítica
- Premio Mercedes-Benz: Flores de otro mundo de Icíar Bollaín
- Premio Canal+: Shoes Off! de Mark Sawers
- Grand Golden Rail: Siam Sunset de John Polson
- Small Golden Rail: Derapages de Pascal Adant

Premios en el marco de la Quincena de Realizadores
- Premio Kodak al Mejor Corto: Un petit air de fête de Eric Guirado
- Premio Kodak al Mejor Corto - Mención especial Ô trouble de Sylvia Calle:
- Premio Gras Savoye: Rue bleue de Chad Chenouga
- Premio C.I.C.A.E.: Qui plume la lune? de Christine Carrière
- Premio Gras Savoye: Un château en Espagne de Delphine Gleize

Association Prix François Chalais
- Premio François Chalais: L'autre de Youssef Chahine
- Premio France Culture: Jean-Claude Biette (por su vida profesional)